# Марчук Прокопій Павлович
Прокопій Павлович Марчук (1872 — ?) — селянський депутат Державної думи Російської імперії I скликання від Волинської губернії.

## Біографія
Українець, православний, селянин Старокостянтинівського повіту Волинської губернії. Випускник народного училища. Служив народним учителем, був розпорядником волосного банку. Займався землеробством. На момент обрання Думу в партіях не перебував.

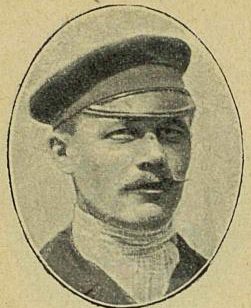
П. П. Марчук, 1906

15 квітня 1906 р. обраний до Державної думи Російської імперії I скликання від загального складу вибірників Волинського губернського виборчого збору. За одними відомостями у Думі залишався безпартійним, його політична позиція окреслюється «поміркований», проте трудовики у своєму виданні «Роботи Першої Державної Думи» характеризують політичну позицію Марчука як «Б. пр.», що означає, що «безпартійний, православний» Марчук оселився в «Єрогінській живопирні». Подальша доля та дата смерті невідомі.